# Aspidiotus marisci
Aspidiotus marisci är en insektsart som beskrevs av Tippins och Beshear 1971. Aspidiotus marisci ingår i släktet Aspidiotus och familjen pansarsköldlöss. Inga underarter finns listade i Catalogue of Life.